# Лучше звоните Солу (3-й сезон)
Третий сезон американского драматического телесериала «Лучше звоните Солу», премьера которого состоялась 10 апреля 2017 года, а завершился он 19 июня 2017 года. Сезон состоял из десяти эпизодов, и он транслировался в США по понедельникам на канале AMC. Сериал является спин-оффом сериала «Во все тяжкие», и его авторами стали Винс Гиллиган и Питер Гулд, оба из которых работали над сериалом «Во все тяжкие».
Действие третьего сезона разворачивается сразу же после событий второго сезона, действия которого происходили в 2002 году. К завершению третьего сезона наступает 2003 год. Боб Оденкерк вновь повторяет роль Джимми Макгилла, адвоката, который враждует со своим братом-адвокатом Чаком (Майкл Маккин), который считает Джимми непригодным и неквалифицированным адвокатом, и он планирует лишить его адвокатской практики. Джонатан Бэнкс также вновь исполняет роль Майка Эрмантраута, который находится в партнёрстве с Густаво Фрингом (Джанкарло Эспозито), в то время как Начо Варга (Майкл Мэндо) планирует убить их соперника, Гектора Саламанку (Марк Марголис).
Третий сезон «Лучше звоните Солу» получил похвальные отзывы от критиков, а также восемь номинаций на 69-й церемонии премии «Эмми», одна из которых — лучший драматический сериал.

## Производство

### Кастинг
Третий сезон «Лучше звоните Солу» подчёркивает возвращение нескольких оригинальных актёров из сериала «Во все тяжкие», в первую очередь Джанкарло Эспозито (Гус Фринг), появившегося во втором эпизоде, «Свидетель». В интервью AMC, Эспозито выразил восхищение по поводу своего возвращения во вселенную сериала «Во все тяжкие», сказав: 
«Я очень взволнован. Я на седьмом небе от счастья. Я очень сильно люблю эту семью кинематографистов. Я знаю, что «Лучше звоните Солу» немного другое шоу, чем «Во все тяжкие», и мне нравится успех, который у него был. В этом шоу такой замечательный талант. Боб Оденкерк просто великолепен. Очевидно, что возможность рассказать кое-что о предыстории Гуса и о том, как он пришёл к власти — это то, что я всегда хотел исследовать очень тонким способом в нужном месте.» Он также сказал об отличии Гуса из «Лучше звоните Солу» от Гуса из «Во все тяжкие»: «немного более свежий, немного менее пресыщенный... Я хотел, чтобы он был немного более оптимистичным, немного более энергичным, может быть, не таким решительным в некоторых своих действиях, потому он Гус, которого мы никогда раньше не встречали».
Весь основной актёрский состав вернулся в этом сезоне. Боб Оденкерк в роли Джимми Макгилла, Джонатан Бэнкс в роли Майка Эрмантраута, Рэй Сихорн в роли Ким Уэкслер, Патрик Фабиан в роли Говарда Хэмлина, Майкл Мэндо в роли Начо Варга и Майкл Маккин в роли Чака Макгилла, старшего брата Джимми. Это был первый сезон «Лучше звоните Солу», где Джанкарло Эспозито указан как член основного актёрского состава.

### Съёмки
Действие «Лучше звоните Солу» разворачивается в Альбукерке, Нью-Мексико, там же и снимают сериал, также как и его предшественник.
В первой сцене первого эпизода этого сезона, Джимми использует свой псевдонимом Джин Такович во время работы в Cinnabon в торговом центре Омахи, Небраска. Действия сцены Cinnabon в «Лучше звоните Солу» разворачиваются в Омахе, но она была снята в торговом центре Cottonwood Mall в Альбукерке, Нью-Мексико.

## В ролях

### Основной состав
- Боб Оденкерк в роли Джимми Макгилла, адвоката, который враждует со своим братом Чаком.
- Джонатан Бэнкс в роли Майка Эрмантраута, бывшего сотрудника полиции Филадельфии, который вовлечён в вражду с семьёй Саламанка после того, как они угрожали его семье.
- Рэй Сихорн в роли Ким Уэкслер, близкого друга и любовницу Джимми, которая открывает с ним юридическую фирму[5][6].
- Патрик Фабиан в роли Говарда Хэмлина, партнёра Чака в «Хэмлин, Хэмлин и Макгилл» (HHM) и главного соперника Джимми.
- Майкл Мэндо в роли Начо Варга, члена наркосиндиката Саламанка, который тайно работает с Майком, чтобы убрать Гектора.
- Джанкарло Эспозито в роли Гуса Фринга, дистрибьютора метамфетамина, который использует свою сеть ресторанов быстрого питания «Los Pollos Hermanos» в качестве прикрытия.
- Майкл Маккин в роли Чака Макгилла, старшего брата Джимми, который якобы страдает электромагнитной сверхчувствительностью, что заставляет его избегать электроприборов.

### Второстепенный состав
- Марк Марголис в роли Гектора Саламанки, дяди Туко и лидера наркокартеля Саламанка.
- Джеремайя Битсуи в роли Виктора, приближённого Гуса, аналогичная роль из «Во все тяжкие».
- Керри Кондон в роли Стейси Эрмантраут, овдовевшей невестки Майка и матери Кайли Эрмантраут.
- Тина Паркер в роли Франчески Лидди, секретарши Сола, повторяющей роль из «Во все тяжкие».
- Омар Маскати в роли Омара, помощника Джимми в «Davis & Main».
- Винсент Фуэнтес в роли Артуро, сообщника Гектора Саламанки.
- Рекс Линн в роли Кевина Вочтелла, главы банка и траста Mesa Verde Bank and Trust, и клиента HHM и Ким.
- Кара Пифко в роли Пэйдж Новик, старшего советника для Mesa Verde Bank and Trust, и подруги Ким.
- Энн Кьюсак в роли Ребекки Буа, бывшей жены Чака.
- Тамара Тюни в роли Аниты, члена группы поддержки.
- Мануэль Уриса в роли Хименеса Лекерды, сообщника Гектора Саламанки.
- Джош Фадем в роли оператора, кино-студента, который помогает Джимми снимать различные проекты.
- Хэйли Холмс в роли актрисы, кино-студентки, которая помогает Джимми в различных проектах.
- Брэндон К. Хэмптон в роли Эрнесто, помощника Чака, который работает на HHM.
- Джин Эффрон в роли Айрин, пожилой клиентки Джимми Макгилла.
- Джо ДеРоса в роли доктора Кальдеры, ветеринара, который служит связным Майка Эрмантраута с преступным миром.
- Хуан Карлос Канту в роли Мануэля Варга, отца Начо, который является владельцем мастерской по обивке сидений автомобилей.

### Приглашённые звёзды
- Макс Арсиньега в роли Доминго «Крейзи-8» Молины, повторяющего роль из сериала «Во все тяжкие».
- Рэй Кэмпбелл в роли Тайруса, повторяющего роль из «Во все тяжкие».
- Лора Фрейзер в роли Лидии Родарт-Куэйл, повторяющей роль из «Во все тяжкие».
- Лавелл Кроуфорд в роли Хьюэлла Бабино, повторяющего роль из «Во все тяжкие».
- Стивен Бауэр в роли Дона Эладио Вуэнте, повторяющего роль из «Во все тяжкие».
- Кимберли Хеберт Грегори в роли Киры Хэй, заместителя окружного прокурора.
- Брендан Фер в роли Бауэра, военного капитана.
- Джон Гетц в роли председателя, адвоката и члена Ассоциации адвокатов Нью-Мексико.
- Мел Родригес в роли Марко Пастернака, друга Джимми из Сисеро, Иллинойс.
- Клеа Дюваль в роли доктора Лары Крус, врача Чака.
- Хавьер Граэда в роли Хуана Болса, высокопоставленного члена наркокартеля Хуарес, в который входят Саламанки и Гус Фринг. Повторяет роль из «Во все тяжкие».
- Марк Прокш в роли Дэниела «Прайса» Вормолда, продавца фармацевтических препаратов и мелкого наркодилера.
- Джесси Эннис в роли Эрин Брилл, сотрудницы в «Davis & Main».

## Эпизоды
| № общий | № в сезоне | Название                             | Режиссёр       | Автор сценария             | Дата премьеры  | Зрители в США (млн) |
| --- | ---------- | ------------------------------------ | -------------- | -------------------------- | -------------- | ------------------- |
| 21 | 1          | «Мейбл» «Mabel»                      | Винс Гиллиган  | Винс Гиллиган и Питер Гулд | 10 апреля 2017 | 1,81                |
| В настоящем Джин проводит обед, сидя на верхнем этаже молла, и видит, как воришка пытается спрятаться от охраны в фотобудке. Он указывает на воришку охране, но когда они забирают вора, он кричит ему вслед: «Ничего не говори, требуй адвоката!». Затем Джимми возвращается к работе, но не успевает он подать заказ, как неожиданно теряет сознание и падает на пол. В 2002 году Джимми помогает Чаку убрать фольгу со стен и за фольгой находит книгу, которую они читали вместе в юности; Чак прерывает ностальгический настрой и напоминает, что действия Джимми не будут забыты и прощены. Капитан ВВС США Бауэр встречается с Джимми, возмущается его ложью о поддельном ветеране войны Фадже и угрожает Джимми последствиями, если тот не уберет рекламу. Между тем Ким начинает испытывать беспокойство при ведении своей собственной юридической фирмы, при этом сохраняя тайну мошенничества Джимми. Чак демонстрирует признание Джимми Хэмлину, который предупреждает его, что запись не имеет никакой юридической или общественной ценности. Позже Чак устраивает так, что Эрнесто «случайно» слышит ключевую часть признания. Майк пытается выяснить, как его отследили, помешав убить Гектора; он разбирает свою машину у местного механика и находит GPS-трекер в крышке бензобака. Получив идентичное устройство слежения от Кальдеры, он подменяет трекер на другой такой же, разряжает батарейку устройства и ждёт. В конце концов кто-то прибывает для замены трекера; Майк одевается, вооружается и начинает преследование. |            |                                      |                |                            |                |                     |
| 22 | 2          | «Свидетель» «Witness»                | Винс Гиллиган  | Томас Шнауц                | 17 апреля 2017 | 1,46                |
| Поздним вечером Чак проверяет двери своего дома, где он находится с частным детективом. Тем временем Майк следует за трекером до заведения «Los Pollos Hermanos», куда приезжает курьер. На следующий день Джимми и Ким собеседуют кандидата на роль ассистента. Майк вызывает Джимми и просит его проследить за мужчиной, который должен прийти в «Los Pollos Hermanos». Джимми не замечает ничего необычного и отчитывается Майку, а в это время Гус наблюдает за ними, оставаясь незамеченным. Отслеживая трекер, Майк видит, как Виктор подъезжает к задней части ресторана и сразу уезжает. Следуя за трекером, Майк находит сотовый телефон, лежащий на крышке от бензобака посреди дороги, и отвечает на звонок по нему. Эрнесто приезжает к «Векслер и Макгилл», но решает не входить и поговорить с Ким на стоянке. Ким передаёт их разговор Джимми, предварительно назвав его своим клиентом, и объясняет ему, что запись не представляет для него никакой юридической угрозы. Джимми подавляет свои чувства гнева и предательства перед Ким, но затем врывается в дом Чака, находит и уничтожает ленту — свидетелями этого становятся Хэмлин и частный детектив. |            |                                      |                |                            |                |                     |
| 23 | 3          | «Невозвратные издержки» «Sunk Costs» | Джон Шибан     | Дженнифер Хатчинсон        | 24 апреля 2017 | 1,52                |
| Гус убеждает Майка, что убийство Гектора Саламанки приведёт к большим проблемам с картелем; они сходятся на том, что Майк привлечёт к Гектору внимание полиции. Майк встречается с Барри Гудманом и получает от него пакет кокаина. Джимми арестован, и перед судьёй он решает представлять себя сам, несмотря на то, что Ким пытается помочь; вину он не признаёт и выходит под залог. Позже Джимми объясняет, что не хочет отвлекать Ким от дела Меса Верде. Обвинитель по делу Джимми встречается с Чаком и сообщает, что не даст Джимми легко выйти из дела, но Чак предпочитает «найти решение, которое устроит всех». Тем временем Майк использует кокаин и пару кроссовок для того, чтобы запачкать наркотиком машину доставки, принадлежащую Гектору. На границе машину задерживают, людей Гектора арестовывают. Вечером за сигаретой Джимми сообщает Ким, что он должен подписать признание, чтобы избежать тюрьмы, и это, скорее всего, будет стоить ему адвокатской лицензии. Ким убеждает его принять её помощь в защите по делу. |            |                                      |                |                            |                |                     |
| 24 | 4          | «Вкуснятина» «Sabrosito»             | Томас Шнауц    | Джонатан Глатцер           | 1 мая 2017     | 1,56                |
| Флэшбэк: Гектор Саламанка встречается с доном Эладио в его доме и передаёт ему доход от бизнеса, но тут же появляется Хуан Болса, передающий значительно большую сумму от Густаво Фринга — Гектор унижен, Эладио насмехается над ним. В настоящем, Гектор со своими людьми появляется в заведении «Los Pollos Hermanos» — он давит на Гуса в попытке воспользоваться его грузовиками для своего наркотраффика. Гус присылает Майку деньги, но тот отказывается их брать; позже Гус встречается с Майком, чтобы обсудить это, Гус говорит что остановил Майка от выстрела в Гектора потому что «пуля в эту голову это слишком гуманно». Между тем, Джимми нанимает Майка в качестве подставного слесаря, который чинит дверь в квартире Чака и делает множество фотоснимков обстановки. Джимми и Ким, Чак и Хэмлин встречаются, чтобы заверить признание Джимми. После этого Ким говорит с Чаком и Хэмлином и выясняет, что есть вторая копия записи, которую Чак собирается представить на дисциплинарном слушании Джимми. |            |                                      |                |                            |                |                     |
| 25 | 5          | «Плутовство» «Chicanery»             | Дэниел Сакхайм | Гордон Смит                | 8 мая 2017     | 1,76                |
| В прошлом, Чак приглашает Ребекку на ужин, и придумывает ложь о том, что в доме нет света, потому что компания перепутала его с должником. Но в конце ужина Ребекка отвечает на звонок по сотовому телефону, Чак не выдерживает и выбивает телефон из её рук. Он не хочет объяснить ей реальную причину и не даёт это сделать Джимми. В настоящем времени (2003 год), обе стороны находятся на слушаниях, где Джимми могут лишить адвокатской лицензии. При опросе Хэмлина, Ким выводит его на то, что Джимми не получил места адвоката из-за Чака. Когда магнитофонную запись проигрывают перед судьями, видно, что дела Джимми идут плохо. В зал суда входит Ребекка, к большому удивлению Чака, но он считает, что это сделано для того, чтобы вывести его из равновесия. Джимми ведёт перекрёстный опрос Чака, расспрашивает о ситуации, в которой сделана запись, Ребекке, и о болезни Чака. Большую часть времени Чак сохраняет спокойствие, но затем Джимми демонстрирует, что природа болезни Чака не физическая, а психологическая: в кармане пиджака Чака лежал аккумулятор от мобильного телефона, подброшенный ему в ходе короткой встречи с Хьюэллом. Это открытие приводит к тому, что Чак выходит из себя и выдаёт яростную речь о том, каким разочарованием был Джимми и что он не должен быть адвокатом. |            |                                      |                |                            |                |                     |
| 26 | 6          | «Вне бренда» «Off Brand»             | Кит Гордон     | Энн Черкис                 | 15 мая 2017    | 1,72                |
| По приказу Гектора, Начо избивает одного из дилеров («Крейзи-8»), вернувшегося с недостаточной выручкой. В результате решения комиссии, Джимми запрещено заниматься адвокатской практикой в течение года. Они с Ким празднуют победу, когда к ним приходит обеспокоенная Ребекка и просит помощи с Чаком, который закрылся в своём доме; Джимми отказывается помочь и даже отказывается называть его братом. Хэмлину удаётся достучаться до Чака, за бутылкой дорогого виски Хэмлин советует Чаку забыть про Джимми и смотреть в будущее, Чак соглашается с этим. Позже Чак выбирается из дома и бродит по улицам, находит таксофон и пытается дозвониться до доктора Круз, которая диагностировала его состояние. В исполнение договорённости с Гектором, люди Гуса передают часть переправленного наркотика Начо, но он настаивает на том чтобы забрать на один пакет больше чем полагается; Гус отвечает на звонок Тайруса и приказывает отдать лишний пакет; сам он в это время вместе с Лидией, осматривает здание прачечной, выставленное на продажу. Начо возвращается с наркотиками к Гектору, который хочет создать свой маршрут перевозки наркотиков на основе предприятия по пошиву чехлов, которым управляет отец Начо. В этот момент приходят новости о том, что Туко в тюрьме затеял драку, за что ему грозит новый срок, и Гектора накрывает паническая атака; Начо крадёт одну из пилюль Гектора. Джимми сталкивается с проблемой нехватки денег; у него остаётся несколько показов рекламы на ТВ; первые показы он использует под новый ролик, предлагающий стать «звездой эфира»; в этом ролике Джимми изменяет облик и представляется как Сол Гудман. |            |                                      |                |                            |                |                     |
| 27 | 7          | «Расходы» «Expenses»                 | Томас Шнауц    | Томас Шнауц                | 22 мая 2017    | 1,65                |
| Джимми отбывает обязательные общественные работы и одновременно пытается продать оставшееся на ТВ эфирное время под рекламу. Ему удаётся получить нескольких клиентов, но не получается продать всё время показа сразу. Тем временем, Начо вновь появляется перед Прайсом: ему нужны пустые капсулы от пилюль, чтобы подменить лекарство Гектора. Прайс пытается привлечь Майка в качестве телохранителя для встречи с Начо. В Меса Верде, Ким рассказывает о своих сомнениях по поводу слушаний, на которых она уничтожила репутацию Чака. Она также заводит разговор об этом за ужином с Джимми, говоря что возможно был другой путь, но Джимми считает что всё случившееся с Чаком — это вина самого Чака. По просьбе Стейси, Майк занимается устройством детской площадки, в этом ему помогает группа поддержки, которую посещает Стейси; В этой группе Майк сближается с женщиной по имени Анита, муж которой загадочно пропал в походе в горы, она так и не узнала что с ним случилось. Майк тронут её историей, он звонит Прайсу и принимает предложение о работе. Они встречаются с Начо, и Начо объясняет Майку причины: он хочет подстроить смерть Гектора, с тем чтобы обезопасить своего отца; Майк советует после смерти Гектора подменить лекарство обратно, чтобы не было лишних подозрений. После этого Майк говорит, что ему нужно кое-что от Начо. Джимми посещает офис страховой компании; агент отказывает ему в возврате неиспользованных средств; кроме того, после судебного запрета, страховая премия будет увеличена на 150%. Джимми теряет самообладание и плачет перед агентом, жалуясь на судьбу; он также «случайно» упоминает о болезни своего брата, агент делает себе пометки об этом. |            |                                      |                |                            |                |                     |
| 28 | 8          | «Падение» «Slip»                     | Адам Бернштейн | Хезер Мэрион               | 5 июня 2017    | 1,63                |
| Флэшбэк: Джимми и Марко достают монеты из заброшенного магазина Макгиллов, чтобы использовать их для очередной аферы. Джимми упрекает Марко за то, что тот восхваляет любезность его отца вместо того, чтобы порицать за чрезмерную честность. В настоящем: Чак консультируется с доктором Круз и признаётся, что события, произошедшие на дисциплинарном судебном заседании показали, что его электромагнитная сверхчувствительность может носить психический (а не физический) характер. Доктор Круз соглашается помочь Чаку. Последний находит в себе силы самостоятельно дойти до магазина и закупить продукты. Однако у дома его встречает Говард и сообщает о наличии проблем с его страхованием профессиональной ответственности (англ. malpractice insurance). Клиенты Джимми из магазина гитар подозревают о его истинных мотивах и отказываются платить. Джимми разыгрывает сцену с поскальзыванием на барабанной палочке. В результате падения он повреждает себе спину. Во время обеда партнёры Ким из Меса-Верде предлагают ей поработать с новым клиентом. Ким делает попытку вернуть Говарду деньги, оплаченные фирмой за её обучение в школе права. Говард отказывается от денег и обвиняет её в предательстве фирмы, на что Ким парирует тем, что Говарду не стоило скрывать от всех болезнь Чака. В офисе Ким встречает Джимми, у которого появились деньги на оплату аренды, что говорит об успешности его аферы в гитарном магазине. Несмотря на уверения Джимми, Ким сомневается в том, что он действительно способен заплатить, и решает взять ещё одного клиента. Во время выполнения обязательных общественных работ Джимми удаётся заработать 700 долларов, угрозами убедив надсмотрщика отпустить с работ наркоторговца, чтобы тот повидался со своим больным ребёнком. Начо пускает в ход план по устранению Гектора Саламанки, успешно заменяя его таблетки для сердца другими, содержащими ибупрофен. На основании информации, полученной от Начо, Майк находит тело «доброго самаритянина», которого в 9 эпизоде 2 сезона устранил Гектор, и сообщает о находке в полицию. Позже той же ночью Майк приходит к Гусу с просьбой помочь отмыть оставшиеся от ограбления Саламанки 200 000 долларов, чтобы они достались семье Майка. Гус соглашается, предупредив Майка, что это может быть нелегко, после чего оба пожимают руки. |            |                                      |                |                            |                |                     |
| 29 | 9          | «Обрыв» «Fall»                       | Минки Спиро    | Гордон Смит                | 12 июня 2017   | 1,47                |
| Джимми беседует с Айрин, представителем группы пожилых людей, которых обсчитала «Сэндпайпер Кроссинг» (Sandpiper Crossing); он расспрашивает о деле SC, и узнаёт, что Айрин уже предложили урегулирование сделки, которое, если D&M и HHM согласятся, обеспечит Джимми более миллиона долларов в качестве его вклада в создание дела. Джимми пытается убедить Говарда принять предложение, но Говард понимает истинные мотивы Джимми и отказывается. Между тем, Говард и Чак встречаются со своим агентством страхования профессиональной ответственности, которое предлагает либо существенно повысить выплаты, либо постоянно контролировать Чака. Чак отказывается вести переговоры и вместо этого решает судиться со страховой компанией. Это оказывается последней каплей для Говарда, который заявляет, что Чак должен уйти в отставку, поскольку его решениям больше нельзя доверять. Чак напоминает Говарду, что его доля в HHM больше 8 миллионов долларов и у фирмы сейчас нет таких денег. По рекомендации Гуса и с помощью Лидии Майк оформляется в компанию Мадригал в качестве «консультанта по безопасности» с тем чтобы «отмыть» свои деньги. Ким берёт на себя «Gatwood Oil» в качестве второго клиента и узнаёт, что дело нужно разрешить крайне срочно. Начо признаётся своему отцу, что он работает на Гектора Саламанка и просит его подчиниться Гектору. Разозлённый, отец просит Начо покинуть свой дом. Джимми манипулирует пациентами SC, настраивая их против Айрин с целью убедить её принять предложение SC, и ему это удаётся. Джимми возвращается в офис, чтобы сообщить хорошие новости Ким, но она слишком занята подготовкой к важной встрече по «Gatwood Oil» и в спешке уезжает. Из-за переутомления Ким теряет контроль над машиной, и вылетев с шоссе, врезается в придорожные валуны. |            |                                      |                |                            |                |                     |
| 30 | 10         | «Фонарь» «Lantern»                   | Питер Гулд     | Дженнифер Хатчинсон        | 19 июня 2017   | 1,85                |
| Флэшбек: ночью в палатке при свете газового фонаря молодой Чак читает книгу молодому Джимми. В настоящем времени у Ким в результате ДТП повреждена правая рука, и она временно прекращает ведение юридической практики. Джимми, ощущая свою ответственность за произошедшее с Ким, соглашается отказаться от аренды помещения и перенести офис в дом Ким, чтобы снизить издержки. Говард вынуждает Чака покинуть HHM, выплатив ему компенсацию из своих собственных средств. Гектор в магазине отца Начо пытается подкупить его, чтобы обеспечить лояльность. Поддавшийся уговорам Начо, отец неохотно принимает деньги, однако Гектор по-прежнему относится к нему с подозрением. Не имея другого выбора, Начо намеревается устранить Гектора, однако ему мешает встреча между Гектором, Гусом и Болсой. Болса напоминает Гектору, что решение о контрабанде наркотиков Гусом принято Доном Эладио. Это приводит Гектора в ярость и провоцирует сердечный приступ, что приводит к его госпитализации. В суматохе Начо удаётся обратно подменить таблетки Гектора, при этом Гус смотрит на него с подозрением. Тем временем, когда Джимми пытается наладить отношения с братом, последний заявляет, что тот для него ничего не значит. Затем Джимми пытается вернуть Айрин её друзей, но те продолжают относиться к ней с подозрением. В итоге Джимми идёт на публичное раскрытие своей схемы, что реабилитирует Айрин, но отменяет сделку по SC. После того, как Чак порвал с Джимми, симптомы его болезни начинают усиливаться. Он отключает все электрические приборы в доме. В попытке найти неотключенный прибор, который, согласно показаниям счётчика, всё ещё использует электроэнергию, Чак громит стены и мебель. В итоге, сидя в разгромленном доме, Чак намеренно скидывает со стола газовый фонарь, что приводит к пожару. Чак остаётся внутри. |            |                                      |                |                            |                |                     |

## Talking Saul
«Talking Saul» — афтер-шоу Криса Хардвика, в котором гости обсуждают эпизоды «Лучше звоните Солу». Эти эпизоды обсуждают премьерный и финальный эпизоды третьего сезона «Лучше звоните Солу».
| № общий | № в сезоне | Обсуждаемый эпизод | Гости                                                             | Дата премьеры  | Зрители в США (млн) |
| ------- | ---------- | ------------------ | ----------------------------------------------------------------- | -------------- | ------------------- |
| 3       | 1          | «Мейбл»            | Винс Гиллиган, Питер Гулд, Джонатан Бэнкс и Рэй Сихорн            | 10 апреля 2017 | 0,545               |
| 4       | 2          | «Фонарь»           | Питер Гулд, Патрик Фабиан и Майкл Мэндо; Майкл Маккин по спутнику | 19 июня 2017   | 0,589               |

## Реакция
Третий сезон «Лучше звоните Солу», как и предыдущие два, получил похвалу от критиков, особенно за актёрскую игру Майкла Маккина в роли Чака и за развитие персонажа Джимми Макгилла. На сайте Rotten Tomatoes у третьего сезона рейтинг 97% на основе 39 отзывов, со средним рейтингом 8,78/10. Критический консенсус сайта гласит: «„Лучше звоните Солу“ не проявляет никаких признаков скольжения в третьем сезоне, так как введение более знакомых лиц вызывает неизбежную трансформацию главного героя шоу, чтобы набрать захватывающую скорость». На сайте Metacritic третий сезон имеет рейтинг 87 из 100, на основе 18 отзывов, что указывает на «всеобщее признание».
Терри Шварц из IGN оценил третий сезон на 9,1/10, похвалив развитие персонажа Джимми, сказав: «„Лучше звоните Солу“ был лучше, чем когда-либо в третьем сезоне». Верн Гэй из «Newsday» дал сезону оценку «A+» и написал: «Основываясь на первых двух эпизодах, „Сол“ доказывает, что он может быть даже лучше, чем „Во все тяжкие“».

### Рейтинги
| №  | Название                | Дата показа    | Рейтинг (18—49) | Зрителей (миллионов) | DVR (18—49) | Зрителей DVR (миллионов) | Всего (18—49) | Всего зрителей (миллионов) |
| -- | ----------------------- | -------------- | --------------- | -------------------- | ----------- | ------------------------ | ------------- | -------------------------- |
| 1  | «Мейбл»                 | 10 апреля 2017 | 0,7             | 1,81                 | 1,0         | 2,25                     | 1,7           | 4,06                       |
| 2  | «Свидетель»             | 17 апреля 2017 | 0,5             | 1,46                 | 1,0         | 2,30                     | 1,5           | 3,76                       |
| 3  | «Невозвратные издержки» | 24 апреля 2017 | 0,5             | 1,52                 | 0,9         | 1,95                     | 1,4           | 3,47                       |
| 4  | «Вкуснятина»            | 1 мая 2017     | 0,6             | 1,56                 | N/A         | N/A                      | N/A           | N/A                        |
| 5  | «Плутовство»            | 8 мая 2017     | 0,6             | 1,76                 | 1,0         | 2,41                     | 1,6           | 4,16                       |
| 6  | «Вне бренда»            | 15 мая 2017    | 0,6             | 1,72                 | 1,1         | 2,47                     | 1,7           | 4,19                       |
| 7  | «Расходы»               | 22 мая 2017    | 0,7             | 1,65                 | 1,0         | 2,55                     | 1,7           | 4,20                       |
| 8  | «Падение»               | 5 июня 2017    | 0,5             | 1,63                 | 1,1         | 2,45                     | 1,6           | 4,09                       |
| 9  | «Обрыв»                 | 12 июня 2017   | 0,5             | 1,47                 | 1,1         | 2,77                     | 1,6           | 4,24                       |
| 10 | «Фонарь»                | 19 июня 2017   | 0,6             | 1,85                 | 0,9         | 2,34                     | 1,5           | 4,19                       |

1. ↑  Рейтинги Live +7 были недоступны, так что вместо них были использованы рейтинги Live +3.

### Награды
| Церемония                                     | Категория                                                         | Номинанты                                                                                           | Результат |
| --------------------------------------------- | ----------------------------------------------------------------- | --------------------------------------------------------------------------------------------------- | --------- |
| 69-я церемония творческой премии «Эмми»       | Лучшая подборка музыки                                            | Томас Голубич («Невозвратные издержки»)                                                             | Номинация |
| 69-я церемония творческой премии «Эмми»       | Лучший монтаж однокамерного драматического сериала                | Скип Макдональд («Плутовство»)                                                                      | Номинация |
| 69-я церемония творческой премии «Эмми»       | Лучший монтаж однокамерного драматического сериала                | Келли Диксон и Скип Макдональд («Свидетель»)                                                        | Номинация |
| 69-я церемония творческой премии «Эмми»       | Лучший звук в комедийном или драматическом сериале (один час)     | Филлип В. Палмер, Ларри Бенджамин, Кевин Валентайн («Свидетель»)                                    | Номинация |
| 69-я церемония премии «Эмми»                  | Лучший драматический сериал                                       | «Лучше звоните Солу»                                                                                | Номинация |
| 69-я церемония премии «Эмми»                  | Лучший актёр в драматическом сериале                              | Боб Оденкерк                                                                                        | Номинация |
| 69-я церемония премии «Эмми»                  | Лучший актёр второго плана в драматическом сериале                | Джонатан Бэнкс                                                                                      | Номинация |
| 69-я церемония премии «Эмми»                  | Лучшая режиссура драматического телесериала                       | Винс Гиллиган («Свидетель»)                                                                         | Номинация |
| 69-я церемония премии «Эмми»                  | Лучший сценарий драматического телесериала                        | Гордон Смит («Плутовство»)                                                                          | Номинация |
| 75-я церемония премии «Золотой глобус»        | Лучший актёр в драматическом сериале                              | Боб Оденкерк                                                                                        | Номинация |
| Премия Гильдии киноактёров США (2018)         | Лучший актёр в драматическом сериале                              | Боб Оденкерк                                                                                        | Номинация |
| 70-я церемония премии Гильдии сценаристов США | Драматический сериал                                              | «Лучше звоните Солу»                                                                                | Номинация |
| 70-я церемония премии Гильдии сценаристов США | Эпизод драматического сериала                                     | Гордон Смит («Плутовство»)                                                                          | Победа    |
| 70-я церемония премии Гильдии сценаристов США | Эпизод драматического сериала                                     | Хэзер Мэрион («Падение»)                                                                            | Номинация |
| 22-я церемония премии «Спутник»               | Лучший актёр второго плана в сериале, мини-сериале или телефильме | Майкл Маккин                                                                                        | Победа    |
| 54-я церемония премии Общества кинозвука      | Выдающиеся достижения в звуке для телевидения — один час          | Филлип В. Палмер, Ларри Б. Бенджамин, Кевин Валентайн, Мэтт Ховланд и Дэвид Майкл Торрес («Фонарь») | Номинация |
| 44-я церемония премии «Сатурн»                | Лучший телесериал в жанрах: экшн / триллер                        | «Лучше звоните Солу»                                                                                | Победа    |
| 44-я церемония премии «Сатурн»                | Лучший телеактёр второго плана                                    | Майкл Маккин                                                                                        | Победа    |
| 44-я церемония премии «Сатурн»                | Лучшая телеактриса второго плана                                  | Рэй Сихорн                                                                                          | Победа    |

## Значимость

### Судьба Чака

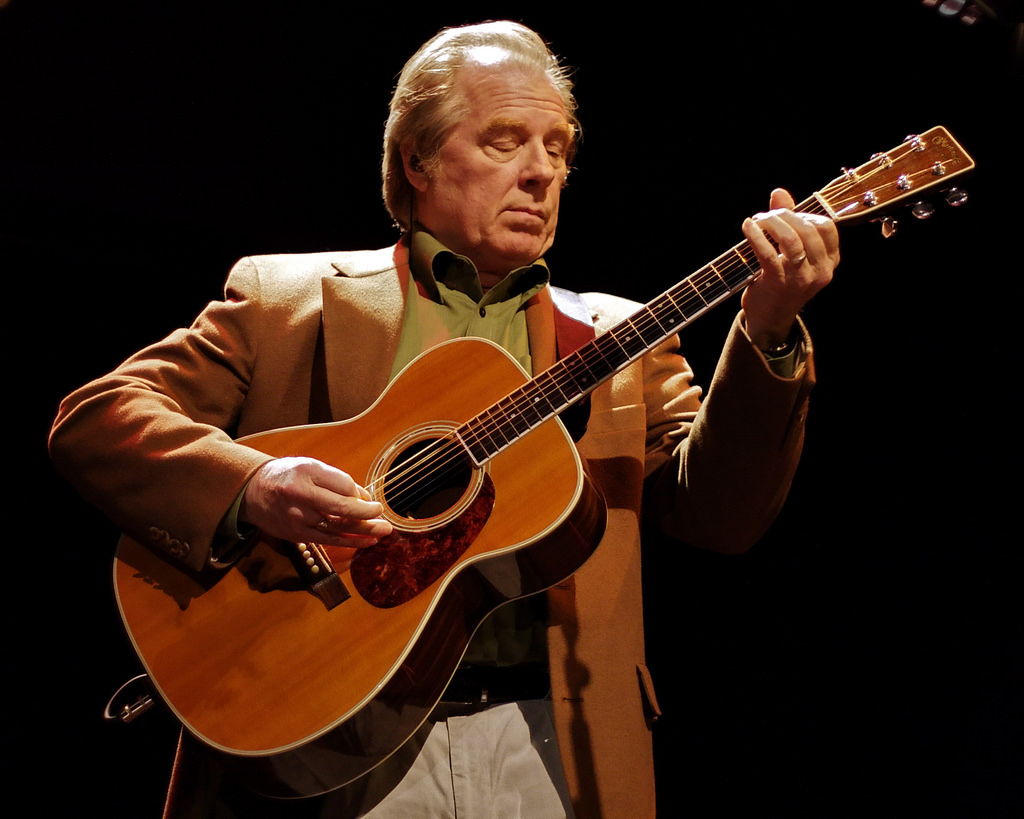
Майкл Маккин играет Чака Макгилла.

Джимми пытается помириться с Чаком в финальном эпизоде третьего сезоне, «Фонарь», но Чак равнодушно разрывает связи с Джимми, говоря ему, что «он никогда не имел такого большого значения для него». После того, как он заставил Джимми уйти, у Чака начинают снова появляться симптомы электромагнитной сверхчувствительности, и он становится одержимым отключением всех электронных устройств в своём доме до такой степени, что он разрывает стены, чтобы убрать проводку. В конце концов он достигает критической точки и опрокидывает газовый фонарь, из-за чего загорается дом, пока он всё ещё внутри дома. После этой сцены было множество предположений о том, что случилось с Чаком после того, как начался пожар. Шоураннер Питер Гулд сказал: «Я не хочу определять ничего больше, чем то, что есть на экране». Майкл Маккин, который исполнял роль Чака, сказал в беседе с «Vulture»: «Питер [Гулд] и Винс [Гиллиган] позвонили мне на мобильник. Я сказал: „Если это звонок о смерти, я остановлю машину.“ Именно это я и сделал. Я заехал на стоянку у книжного магазина и перезвонил им, и они мне рассказали, что они задумали. Они сказали мне, что они смеялись над моими словами, но им пришлось сказать это». Когда его спросили, умер ли его персонаж, Маккин сказал: «Да. Я знаю, что они хотят вернуть меня для некоторых сцен-флэшбеков в грядущем сезоне, но это вроде как к делу не относится».